# 제프 코버

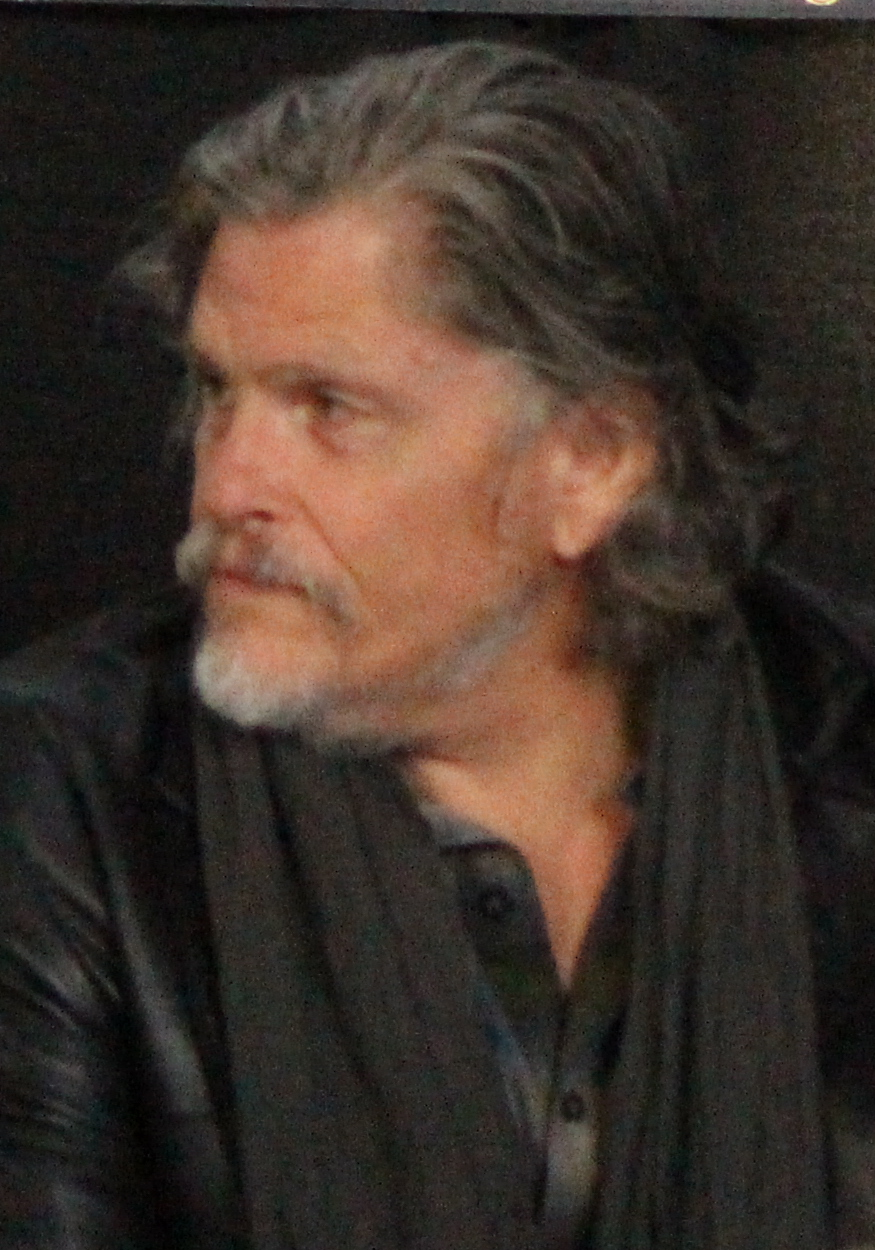

제프 코버(Jeff Kober, 1953년 12월 18일 ~ )는 미국의 영화배우, 텔레비전 배우이다.
빌링스에서 태어났다.

## 방송
- 뉴 걸 2
- 썬즈 오브 아나키 4
- 썬즈 오브 아나키 3

## 영화
- 흔적 없는 삶 (2018년)
- 로스트 캣 코로나 (2017년)
- 설리: 허드슨강의 기적 (2016년)
- 리버 가드 (2015년)
- 배드 블러드 (2015년)
- 디스토피아 (2013년) - 조셉 역
- 리-컷 (2010년)
- 선스 오브 아나키 (2008년)
- 힐즈 아이즈 2 (2007년)
- 히달고 (2004년)
- 디아블로 (2003년) - 포모나 조 역
- 이너프 (2002년) - FBI 요원 역
- 윈드폴 (2001년)
- 로스트 보이지 (2001년)
- 아메리칸 트레져디 (2000년)
- 밀리티아 (2000년)
- 인페르노 (1999년)
- 로건의 전쟁 (1998년) - 샐 메카도 역
- 메이커 (1997년)
- 욕망의 골드 코스트 (1997년)
- 뱀파이어 해결사 (1997년)
- 데몰리션 하이 (1996년)
- 빅 폴 (1996년) - 조니 역
- 탱크 걸 (1995년)
- 터프 바스타드 (1995년)
- 오토매틱 (1994년)
- 어 매터 오브 저스티스 (1993년)
- 히트 리스트 (1993년)
- 살인 인형 (1993, The Baby Doll Murders)
- 시티 레인져 (1993년)
- 또다른 선택 (1992년)
- 악령의 퍼스트 파워 (1990년)
- 뜨거운 애정 게임 (1988년) - 아이크 맥아더 닉슨 밋첼 역
- 코드 네임 바이퍼 (1988년)
- 에이리언 네이션 (1988년)
- 런어웨이 (1986년)